# Cristiano Bodo
Mons. Cristiano Bodo (* 30. července 1968, Vercelli) je italský římskokatolický duchovní a biskup Saluzzo.

## Život
Narodil se 30. července 1968 ve Vercelli.
Vstoupil do kněžského semináře. Na Papežské teologické fakultě severní Itálie získal licenciát z filosofie a teologie. Dne 29. května 1993 jej arcibiskup Tarcisio Bertone vysvětil na kněze a byl inkardinován do arcidiecéze Vercelli. Vykonával různé pastorační činnost jako např. ve farnosti Beata Vergine Assunta v rodném městě.
Od roku 2005 byl biskupským vikářem pro mládež a od roku 2015 pro pastoraci. V letech 2007–2015 zastával také funkci generálního vikáře arcidiecéze. Dne 17. prosince 2016 jej papež František jmenoval biskupem Saluzza. Biskupské svěcení přijal 25. března následujícího roku z rukou arcibiskupa Marca Arnolfa a spolusvětiteli byli arcibiskup Enrico Masseroni a biskup Giuseppe Guerrini.